# لیندزلی شاپ
لیندزلی شاپ (انگلیسی: Lindsay Shoop؛ زادهٔ ۲۵ سپتامبر ۱۹۸۱) قایقران زن روئینگ اهل ایالات متحده آمریکا است.
وی در مسابقات کشوری و بین‌المللی در مجموع برندهٔ ۶ مدال طلا، ۲ مدال نقره، ۱ مدال برنز شده‌است.